# Chałupki Górne
Chałupki Górne – obszar Krakowa wchodzący w skład Dzielnicy XVIII Nowa Huta. Do 1951 r. były niewielką wsią. Są usytuowane w pobliżu Chałupek.